# شینبوتسو بونری

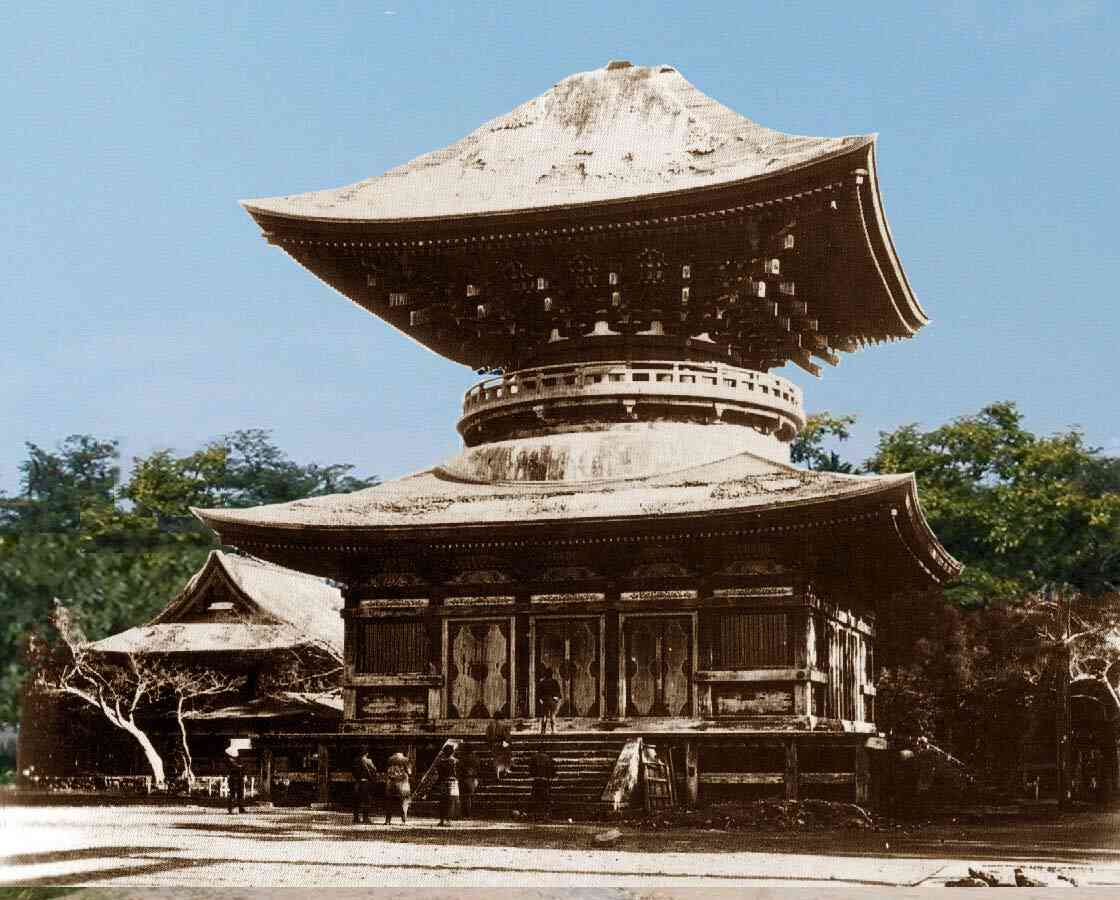
پاگودای یک معبد بودایی تسوروگائوکا هاچیمانگو زیارتگاهی در کاماکورا قبل از شینبوتسو بونری

شینبوتسو بونری (به ژاپنی: 神仏分離 Shinbutsu bunri) اشاره دارد به جدایی شینتو از آیین بودا. پس از اصلاحات میجی که امی شینتو را از آیین بودایی جدا کرد و همچنین معبد بودایی از معبد شینتویی معرفی شد.